# باجرام جاشانيكا
باجرام جاشانيكا (بالألبانية: Bajram Jashanica) (25 سبتمبر 1990 ببريشتينا في كوسوفو - ) هو لاعب كرة قدم ألباني في مركز الدفاع. شارك مع منتخب كوسوفو لكرة القدم. أما مع النوادي، فقد لعب مع نادي سكندربيو كورتشه وKF Hysi ‏ وKF Besa Kavajë ‏.

## وصلات خارجية
- باجرام جاشانيكا على موقع الاتحاد الأوربي (الإنجليزية)
- باجرام جاشانيكا على موقع قاعدة بيانات كرة القدم.إي يو (الإنجليزية)
- باجرام جاشانيكا على موقع ناشيونال فوتبول تيمز (الإنجليزية)
- باجرام جاشانيكا على موقع Soccerway.com (الإنجليزية)
- باجرام جاشانيكا على موقع AS.com (الإسبانية)